# São Sebastião da Grama
São Sebastião da Grama is een gemeente in de Braziliaanse deelstaat São Paulo. De gemeente telt 12.990 inwoners (schatting 2009).